# No Man's Sky
No Man's Sky è un videogioco action-adventure del 2016, sviluppato e pubblicato da Hello Games per PlayStation 4, PlayStation 5, Xbox One, Nintendo Switch, Xbox Series X/S e Microsoft Windows.
I giocatori sono liberi di esplorare un intero open-universe generato proceduralmente comprendente 18.446.744.073.709.551.616 pianeti, ciascuno con la propria flora e fauna.
I giocatori sono immersi in un universo condiviso, tanto che è possibile scambiare le coordinate dei pianeti scoperti con gli amici, ma il gioco è giocabile anche completamente offline; il sistema di generazione assicura ai giocatori che vanno su un pianeta già scoperto di trovare lo stesso pianeta, con le stesse caratteristiche, e ciò non richiede ulteriore spazio di memorizzazione grazie alla generazione procedurale.

## Modalità di gioco
No Man's Sky è un videogioco open universe generato proceduralmente. I giocatori vestono i panni di un esploratore spaziale con un'astronave, esplorando la superficie di numerosi pianeti e interagendo con la loro flora e fauna, ingaggiando combattimenti con forze ostili e viaggiando verso altri mondi. I pianeti e tutto ciò che si incontra è generato proceduralmente basandosi su un processore a 32-bit; il gioco finale usa invece un processore 64-bit e, secondo gli sviluppatori, questo permette di avere un numero di pianeti possibili pari a 18 trilioni. La generazione procedurale di un pianeta, con le sue caratteristiche, la flora e la fauna, è basata sull'utilizzo di coordinate come il generatore di numeri casuali, che non cambierà; di conseguenza, nessun pianeta è salvato su disco, ma assicura che il pianeta generato con una particolare coordinata manterrà le stesse caratteristiche ogni volta che un giocatore lo visiterà. Il gioco ha funzioni online che permettono ai giocatori di condividere i dettagli dei pianeti visitati con gli altri utenti online e consente di visitare questi pianeti attraverso una grande mappa galattica una volta che hanno migliorato la loro nave per le capacità dell'iperguida. Nel mese di agosto 2014, gli sviluppatori hanno confermato che il gioco è giocabile anche offline.
È quindi possibile esplorare i pianeti, gli oceani profondi, ingaggiare battaglie spaziali, raccogliere risorse e predare navi sui vari mondi generati proceduralmente. Ogni mondo ha il proprio ecosistema e le proprie condizioni atmosferiche (per esempio: mondi desertici con grandi vermi carnivori), sarà presente un ciclo giorno-notte che causerà comportamenti diversi nella fauna, nonché la presenza di animali notturni e diurni. In modo realistico la quantità di vita sui pianeti sarà in relazione alla loro distanza dalla stella (zona abitabile), con i pianeti troppo lontani o troppo vicini al proprio sole tendenzialmente sterili della vita. Il tempo interno al gioco svolgerà un fattore importante: come l'evoluzione degli ecosistemi sui pianeti o l'erosione dei terreni che cambiano durante il progredire del gioco.
I giocatori iniziano da un universo inesplorato dove le informazioni sulle caratteristiche e le forme di vita dei pianeti possono essere condivise e aggiornate con gli altri giocatori attraverso il cosiddetto "Atlante", un database intergalattico a cui si accede attraverso determinate stazioni che si possono trovare nei pressi dei pianeti. Ogni nuovo pianeta aggiunto all'Atlante sarà accreditato al giocatore che carica le informazioni: il giocatore potrà nominare il pianeta e aggiungere note per poter così informare altri giocatori su che tipo di pianeta è stato appena scoperto (ad esempio: avvisare della sua radioattività, dei suoi pericoli o notificare la presenza di rare risorse).
Nello spazio tra i pianeti si possono incontrare navi e flotte appartenenti a varie fazioni; è inoltre possibile fare porto in stazioni spaziali per acquistare e vendere attrezzature o commerciare. Il giocatore-personaggio può morire per diversi motivi, tra cui diventare bersaglio di una delle fazioni e venire distrutto in un combattimento spaziale, o venire uccisi da creature pericolose o dalle Sentinelle che pattugliano certi pianeti e attaccano gli esploratori che depredano troppo le risorse di un pianeta o uccidono troppa flora/fauna di un ecosistema. Quando il giocatore muore perderà tutte le informazioni raccolte che non sono state caricate sull'Atlante. Il gioco contiene un sistema di crafting (ossia la fabbricazione) in cui il giocatore può utilizzare progetti e risorse per aggiornare il proprio equipaggiamento e la propria nave; con mezzi più efficienti il giocatore potrà esplorare ambienti più severi, trovare risorse migliori, aumentare il danno delle armi e potenziare la propria nave.
Non c'è una storia principale nel gioco, anche se vi sarà una Iore associata alla galassia virtuale con cui il giocatore imparerà ad interagire. I giocatori inizieranno da un pianeta a caso ai margini della galassia e sono incentivati a seguire l'obiettivo per la maggiore disponibilità di risorse man mano ci si avvicina alle zone centrali della galassia. I giocatori devono raccogliere e vendere le risorse commerciali al fine di acquisire le navi migliori e acquistare carburante, permettendo loro di esplorare aree della galassia più vicina al suo centro. il cofondatore di Hello Games, Sean Murray, ha dichiarato che un giocatore potrebbe raggiungere il centro della galassia in un tempo di gioco che va dalle quaranta alle cento ore, esclusa l'esplorazione supplementare; ma spera anche che i giocatori si ritrovino coinvolti in altre attività data la natura libera e aperta del gioco, come la gestione delle rotte commerciali o studiare la flora e la fauna dell'universo.
Nei mesi successivi all'uscita sono stati pubblicati due aggiornamenti importanti, chiamati Foundation Update e Path Finder Update, che hanno aggiunto parecchie migliorie, come la possibilità di utilizzare veicoli terrestri, costruire edifici complessi, maggior quantità di animali e forme di vita generabili, correzioni alla grafica, supporto a PS4 Pro per il 4k, e tanto altro, che hanno migliorato la reputazione generale del titolo portandolo a più vicino a quello che avrebbe dovuto essere, secondo le aspettative, il gioco al momento dell'uscita.

## Sviluppo
Lo sviluppo di No Man's Sky nasce da Sean Murray, cofondatore di Hello Games, durante lo sviluppo di Joe Danger 2. Murray, ex sviluppatore di Criterion Games per la serie Burnout, era preoccupato che lo studio sarebbe finito a realizzare solo sequel dopo sequel come nel caso di Criterion. Quando Hello Games ha avuto problemi con un editore americano, Murray ha capito di avere l'opportunità di creare un titolo completamente nuovo basato su un concetto che aveva da quando era un bambino: desiderava di essere un astronauta e di esplorare lo spazio. Murray è stato anche ispirato da autori di fantascienza tra cui Isaac Asimov, Arthur C. Clarke e Robert Heinlein.
Il gioco era un'idea che lo studio ha avuto sin dall'inizio. Murray ha descritto che nel portare a bordo David Ream, direttore creativo del team, egli ha spiegato come vi siano grattacieli al mondo che sono ben visibili, ma costruiti su disegni standard; oltre a questi ci sono strutture più piccole, progetti architettonici minimalisti, ed è la direzione che Murray ha sempre voluto prendere col suo studio. Ream, d'accordo su questo concetto, ha insistito che lo studio avrebbe reso il gioco l'equivalente di un grattacielo: un gioco che potrebbe svilupparsi senza alcuna limitazione. Questo "Progetto Grattacielo" è sempre stato tenuto in considerazione mentre lo studio ha cominciato ad espandersi e acquisire finanziamenti grazie a titoli come Joe Danger.
Con il successo di Joe Danger e il suo sequel, Murray è stato in grado di trascorrere un paio di giorni ogni settimana, per circa un anno, a sviluppare il motore centrale di No Man's Sky tenendo il resto del team all'oscuro. Una volta che il motore è stato completato, Murray ha portato un piccolo gruppo composto da quattro persone a lavorare direttamente su No Man's Sky, mentre Joe Danger 2: The Movie è stato sviluppato dal resto della società. Hanno lavorato in una stanza, lungo le pareti erano presenti immagini di fantascienza per aiutarli a ispirare. Il loro lavoro è stato tenuto in segreto dal resto del team di sviluppo, il che ha condotto ad alcune tensioni all'interno degli uffici. Inoltre, Murray non descriveva molto il gioco, temeva che parlarne troppo avrebbe portato a idee sbagliate circa la sua portata e la sua natura. A Murray è stata data la possibilità di mostrare in anteprima il titolo agli Spike Video Game Awards (VGX) del 2013 e in preparazione ha creato un breve teaser, che ha condiviso con il resto dello studio qualche giorno prima dell'anteprima. Dato che lo sviluppo continua, gran parte del team è stato portato a bordo con l'intento di completare il gioco: la squadra finale è composta così da 15 membri. Questo teaser mostrato ai VGX ha portato molta attenzione sul titolo da parte della stampa di settore. Le impressioni positive hanno contribuito a mantenere alti gli spiriti nello studio dopo che un'alluvione ha spazzato via la maggior parte del loro ufficio poco prima di Natale 2013; gli uffici sono stati ripristinati e lo sviluppo del gioco è proseguito. Poco prima della proiezione al VGX, Murray aveva mostrato il titolo a diversi editori e Sony ha espresso un forte interesse per avere il titolo in esclusiva per PlayStation 4. Murray ha dichiarato di non aver chiesto a Sony un finanziamento di sostegno, ma solo il loro impegno per aiutare il mercato del gioco, compresa la garanzia di avere il gioco formalmente presentato durante la conferenza Sony per l'E3 2014.
In merito alla grandezza della mappa e alla sua diversità Murray ha risposto che è impossibile completare un pianeta attraverso guide su YouTube poiché anche se un altro giocatore trovasse lo stesso pianeta (anch'esso improbabile) lo scenario sarebbe completamente diverso. Inoltre Murray ha dichiarato che «probabilmente non visiterete il 99,9% dei pianeti del gioco». Il gioco ha un peso di 3,4 GB su PlayStation 4, mentre la versione PC occupa 2,6 GB.

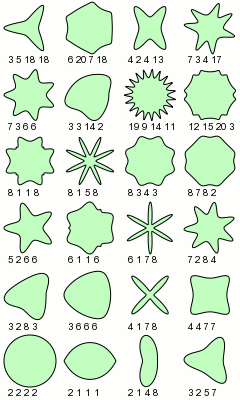
Il sistema di generazione automatica di No Man's Sky include l'uso dell'equazione superformula, che può generare differenti forme trovate in natura tramite dei parametri modificabili

La maggior parte dell'universo in No Man's Sky è generato proceduralmente, compresi i sistemi solari, i pianeti, le condizioni atmosferiche, la flora e la fauna su questi pianeti, il comportamento di queste creature e strutture artificiali come edifici e veicoli spaziali. Il sistema di generazione si basa principalmente sulla fornitura di un unico numero di «semi» per il loro motore atto a creare tutte le caratteristiche dell'universo, esattamente nello stesso modo ogni volta che questo preciso «seme» viene utilizzato. Il generatore utilizzato per creare l'universo e tracciare la posizione delle stelle è stato fatto utilizzando il numero di telefono di uno degli sviluppatori di Hello Games come «seme» originario. Numeri pseudocasuali generati dalla posizione di ogni stella vengono poi utilizzati per definire il tipo di sistema planetario della stella; la posizione del pianeta è utilizzata a sua volta come «seme» per generare le caratteristiche planetarie e così via. Questo approccio, utilizzato nei giochi per computer per evitare un sovraccarico della memoria o l'uso del disco, evita la necessità di salvare ogni pianeta e di memorizzare queste informazioni su un server; questo ha anche assicurato che i giocatori possano sempre rivedere gli stessi pianeti una volta note le loro coordinate, e condividere quel pianeta con gli altri giocatori, che troveranno le stesse caratteristiche. Il codice di generazione del terreno di un pianeta, per esempio, è di 1.400 linee di codice; come descritto da Murray, il codice è stato ottimizzato per fare in modo che i pianeti abbiano terreni «visivamente interessanti» e percorribili; altri codici costruiscono pianeti selvaggi e mozzafiato. Ciò che è visibile al giocatore può essere determinato direttamente attraverso questi algoritmi di generazione. Questo ha creato qualche difficoltà con dettagli come i fiumi, che nella maggior parte degli ambienti virtuali vengono generati utilizzando un motore fisico per monitorare il flusso di acqua lungo un pendio. Murray e il suo team hanno sviluppato una soluzione di forza bruta per includere fiumi e caratteristiche simili.
Per garantire che la generazione procedurale stesse funzionando bene, la squadra di sviluppo ha creato l'equivalente virtuale di sonde automatiche per visitare i vari pianeti generati e fotografare i vari ambienti; questo ha permesso di apportare alcune modifiche da parte degli sviluppatori umani. Altre caratteristiche provengono da studi nel campo della biologia e della geologia che tentano di descrivere i modelli naturali con la matematica; per esempio, il codice comprende la superformula ideata dal biologo Johan Gielis e capace di descrivere molte forme di entità biologiche con alcuni parametri regolabili. Il gioco utilizza anche L-systems, equazioni frattali sviluppati da Aristid Lindenmayer nel 1968 in grado di creare strutture che assomigliano a alghe e forme di vita vegetali.

### Marketing
Sony ha espresso interesse per la pubblicazione del gioco. Murray si è impegnato con lo scrittore di fumetti ed editore Dave Gibbons circa la possibilità di contribuire a completare questo lavoro.

## Colonna sonora
No Man's Sky dispone di una colonna sonora della band post-rock 65daysofstatic, così come la musica ambientale generata proceduralmente e composta da Paul Weir. Il gioco utilizza un sistema di musica generativa chiamato Pulse, sviluppato da Weir, utilizzando una grande libreria di loop, texture e melodie create dai 65daysofstatic per creare in modo casuale musica per accompagnare il gameplay, reagendo agli avvenimenti di gioco e diventare più o meno minacciosa a seconda della situazione di pericolo o meno del giocatore. Weir sta anche lavorando con Hello Games per creare i versi degli animali, utilizzando un altro sistema procedurale di generazione chiamato VocAlien.

## Espansioni

### Foundation
La prima espansione, chiamata Foundation, è uscita nel novembre 2016 e introduce la possibilità di stabilirsi in un pianeta per poter costruire basi, la possibilità di coltivare le piante, sono stati aggiunti i dispositivi che raccolgono minerali automatizzati e i punti di salvataggio posizionabili in qualsiasi luogo e acquistare i mercantili che servono per depositare risorse e ed eventualmente costruire al loro interno. Inoltre vengono aggiunte la modalità creativa che consente di creare basi senza limiti di materiali e la modalità sopravvivenza che alza la difficoltà del gioco.

### Pathfinder
La seconda espansione è Pathfinder ed è uscita nel marzo 2017. Questa permette di condividere le proprie basi online, si possono possedere più navi e conservarle nel mercantile, le navi che hanno delle specializzazioni che le rendono migliori in una determinata funzione vengono classificate per rarità e vi è la possibilità di scambiare la propria nave per ottenere uno sconto sull'acquisto di una nuova. Sono stati aggiunti i veicoli di terra, la possibilità di creare circuiti ed effettuare gare dedicate, la nuova valuta e nuovi mercantili sulle stazioni spaziali e vengono ampliate le possibilità di costruzione delle basi. Sono state inoltre inserite la modalità morte permanente e la modalità foto.

### Atlas Rises
Nell'agosto 2017 è uscita la terza espansione dal titolo Atlas Rises. In questa sono state aggiunte una storia, sistemi più ricchi di risorse e la possibilità di scansionarli, più biomi e tipi di pianeti, mercantili schiantati sui pianeti con la possibilità di esplorarli e raccogliere risorse e l'analisi degli animali è stata migliorata. Inoltre sono state inserite più missioni in ogni stazione spaziale, la possibilità di combinare oggetti per ottenerne altri più preziosi, il manipolatore di terreno che consente di modificare il terreno dei pianeti, i portali raggiungibili da tutti i giocatori che possono vedersi fra loro ma non interagire tranne che con la chat vocale e nuove navi.

### NEXT
Nel luglio 2018 è uscita la quarta espansione di nome NEXT. Vengono aggiunti il multiplayer con la possibilità di costruire basi, combattere ed esplorare insieme ad altri giocatori, missioni settimanali, la modalità di costruzione delle basi, la possibilità di cambiare la visuale da prima a terza persona, la personalizzazione del proprio personaggio e il possesso di flotte da mandare in spedizione. Viene anche aggiunto il mercato delle stazioni spaziali e le antiche rovine dei pianeti possono essere scoperte con l'utilizzo del manipolatore di terreno.

### The Abyss
Nell'ottobre 2018 è uscita la quinta espansione di nome The Abyss. Questa introduce delle migliorie in tutte le zone sottomarine, nuove missioni ed una storia ambientata sott'acqua, il sottomarino e la possibilità di costruire basi sott'acqua.

### Visions
Nel novembre 2018 è uscita la sesta espansione di nome Visions. In questa vengono aggiunti nuovi biomi dei pianeti, tipi di creature, acqua e atmosfera. Si possono anche raccogliere particolari oggetti nei pianeti per esporli come trofei nella propria base e si possono trovare ossa di valore o rottami sottoterra e vari nuovi tipi di flora pericolosa.

### Beyond
Nell'agosto 2019 è uscita la settima espansione di nome Beyond. Quest'ultima aggiunta la possibilità di giocare in realtà virtuale (sia su PC che su PlayStation 4), le partite multiplayer supportano un maggior numero di giocatori e la storia è stata migliorata ed estesa. Vengono inseriti l'hub "l'Anomalia", nuovi NPC sui pianeti, la possibilità di cavalcare animali e raccogliere da loro risorse, cucinare piante e eseguire varie ricette, le basi possono essere alimentate da energia per poter attivare elementi elettrici e i veicoli di terra possono essere guidati in prima persona.

### Synthesis
Nel novembre 2019 è uscita l'ottava espansione di nome Synthesis. In questo caso sono state aggiunte nuove azioni da compiere in realtà virtuale, nuove tecnologie, nuovi strumenti ed è stata migliorata l'interfaccia. Successivamente, nel dicembre 2019, è stato aggiunto uno strumento che permette di creare e riprodurre musica nella propria base.

### Living Ship
Nel febbraio 2020 è uscita la nona espansione di nome Living Ship. Qui vengono aggiunte le "navi viventi" (nuovi tipi di navi rare), le tecnologie organiche, la possibilità di incontrare misteriosi oggetti nello spazio e gli NPC possono mettersi in contatto con il giocatore mentre si trova nella sua nave.

### Exo Mech
Nell'aprile 2020 è uscita la decima espansione di nome Exo Mech. Vengono introdotti il "minotauro" (un robot che si può utilizzare per esplorare i pianeti) e nuove tecnologie per i veicoli di terra. Successivamente, nel giugno 2020, è stato aggiunto il crossplay tra le piattaforme.

### Desolation
Nel luglio 2020 è uscita l'undicesima espansione di nome Desolation. Questa introduce la possibilità di incontrare mercantili abbandonati nello spazio, la possibilità di personalizzare il proprio mercantile e di avere teletrasporti all'interno di essi e nuove missioni.

### Origins
Nel settembre 2020 è uscita la dodicesima espansione di nome Origins. Quest'ultima aggiunge nuovi pianeti nei sistemi, nuove combinazioni di animali, piante e pianeti e la modalità foto è stata migliorata. Vengono aggiunti pericoli atmosferici, così come insetti e robot selvatici tra gli animali e i "sandworms", vermi enormi che possono uscire dal terreno.

### Next Generation
Nel novembre 2020 è uscita la tredicesima espansione di nome Next Generation. In questa occasione viene data la possibilità di aggiornare gratuitamente il gioco nella sua versione per PlayStation 5 e Xbox Series X/S e il numero massimo di giocatori in multigiocatore è stato aumentato sulle console. Inoltre è possibile il Crossplay con le altre piattaforme, la possibilità di giocare in 4K e 60 FPS sulle console, sono stati aggiunti i supporti per il feedback aptico, i grilletti adattivi del DualSense, l'audio 3D e la realtà virtuale su PlayStation 5.

### Companions
Nel febbraio 2021 è uscita la quattordicesima espansione di nome Companions. Questa permette di adottare gli animali e portarli nei vari pianeti e stazioni spaziali, così come fargli deporre un uovo, aumentare il legame con quest'ultimo giocando con lui o nutrendolo e installare accessori tecnologici sulla sua imbracatura permettendogli di raccogliere risorse e compiere altre azioni. Inoltre è possibile installare un traduttore che permette di comprendere i pensieri o i bisogni dell'animale così come personalizzare i suoi gadget, vedere le sue uova e costruire un sequenziatore che consente di mescolare vari codici genetici in modo da far nascere un animale unico.

### Expeditions
Nell'aprile 2021 è uscita la quindicesima espansione di nome Expeditions. Questa introduce un'inedita modalità di gioco stagionale ai giocatori esploratori a cui sarà permesso completare obiettivi e collezionare nuovi oggetti di vario tipo e si avrà la possibilità di sbloccare nuovi oggetti.

### Prisms
Nel giugno 2021 è uscita la sedicesima espansione di nome Prisms. Quest'ultima aggiunge delle Screen Space Reflection, che migliora i riflessi sulle superfici metalliche, viene inserito il Parallax Occlusion Mapping che rende tridimensionali gli elementi in rilievo delle texture e sono presenti nuovi effetti meteorologici.

### Frontiers
Nel settembre 2021 è uscita la diciassettesima espansione di nome Frontiers. Questa aggiunge la possibilità di trovare insediamenti generati proceduralmente nei pianeti ed abitarli, si può diventare supervisori di un insediamento per gestire l'economia e compiere altre azioni correlate, il menù di costruzione base è stato completamente rivisitato e gli slot massimi di salvataggio sono stati aumentati da 5 a 15.

### Sentinel
Nel febbraio 2022 è uscita la diciottesima espansione, Sentinel. In essa sono stati aggiunti nuovi nemici, armi e potenziamenti, in modo da approfondire la meccanica del combattimento. Inoltre è stata ampliata la lore del gioco, che ora include le origini di suddetti nemici meccanici, chiamati appunto "sentinelle".

### Outlaws
Nell'aprile 2022 è uscita la diciannovesima espansione, soprannominata Outlaws. Con questa vengono introdotti i sistemi solari fuorilegge, il contrabbando di merci illegali e una nuova classe di "navi solari" (dotate di vele solari). Inoltre il combattimento spaziale è stato ottimizzato, ed è stata aggiunta la possibilità di creare uno squadrone reclutando piloti NPC.

### Endurance
Nel luglio 2022 è uscita la ventesima espansione, chiamata Endurance. A partire da essa, la costruzione delle basi sui mercantili è stata migliorata tramite nuovi moduli, sono state aggiunte passerelle per camminare in sicurezza all'esterno delle basi e nuove fregate organiche reclutabili che possono essere trovate nello spazio profondo. Inoltre sono stati migliorati gli aspetti grafici dello spazio, con nuovi tipi di asteroidi e tempeste elettromagnetiche.

### Waypoint
Nell'ottobre 2022 è uscita la ventunesima espansione di No Man's Sky, Waypoint, in concomitanza con la distribuzione del titolo su Nintendo Switch. Con essa, l'interfaccia del gioco è stata cambiata, la gestione dell'inventario è stata resa più semplice e sono state apportate varie modifiche tecniche, come le modalità di gioco "rilassata" e "personalizzata", il salvataggio automatico e la possibilità di "impacchettare" i propri potenziamenti tecnologici per conservarli o per donarli ad altri giocatori. Infine, il catalogo è stato ampliato con un registro delle informazioni sulla lore scoperte durante il gioco, e sono stati aggiunti numerosi effetti grafici.

### Fractal
Nel febbraio 2023 è uscita la ventiduesima espansione, di nome Fractal. Essa è stata rilasciata per ottimizzare in molti aspetti il supporto VR, in particolare per Playstation VR2, e per aumentare la fluidità del gioco, ad esempio per quanto riguarda la discesa planetaria. Inoltre sono state implementate modifiche tecniche alle versioni Nintendo Switch e Steam Deck. A livello di gameplay è stato introdotto un registro delle meraviglie, sezione del catalogo dove vengono riportati i record degli elementi trovati dal giocatore (ad esempio il pianeta più caldo, l'animale più grande o la pianta più vecchia), nonché tutti i tesori rinvenuti.

### Interceptor
Nell'aprile 2023 è stata rilasciata la ventitreesima espansione, chiamata Interceptor. Quest'ultima, incentrata sulla lore del gioco, ha introdotto un materiale misterioso in grado di corrompere sia i pianeti che le sentinelle, i nemici del gioco. Le sentinelle corrotte hanno un aspetto e delle abilità differenti da quelle ordinarie, costituendo una nuova sfida per i giocatori. Inoltre sono state aggiunte le possibilità di entrare in possesso degli intercettori sentinella, navi spaziali con tecnologie e caratteristiche uniche, e di distruggere i mercantili delle sentinelle per guadagnare ricompense.
Due mesi dopo, a giugno 2023, è stata rilasciata la versione di No Man's Sky ottimizzata per dispositivi Mac.

### Echos
Nell'agosto 2023 è stata rilasciata la ventiquattresima espansione, chiamata Echos che aggiunge una quarta razza aliena basata su robot senzienti, gli Autophage, e flotte spaziali pirata che possono essere combattute e sconfitte. Nuove navi pirata, le Dreadnought, con un'architettura particolare chiamata Trincea in cui dover volare per poterle sconfiggere.

### Omega
Nel febbraio 2024 è stata rilasciata la venticinquesima espansione, chiamata Omega che introduce una nuova astronave Starborn Ruiner, nuove missioni da completare esplorando i pianeti e le lune aliene, la possibilità di rivendicare un'enorme nave da carico pirata, una Spedizione interstellare della Community (gratuita anche per chi non possiede il gioco) inedita a obiettivi multipli e delle importanti modifiche alla progressione delle missioni legate alla Via dell'Atlante, con delle nuove scene finali e scelte con un impatto permanente sulla relazione tra il giocatore e l'Atlante stesso.

### Orbital
Nel marzo 2024 è stata rilasciata la ventiseiesima espansione, chiamata Orbital che va ad arricchire l'aspetto e la forma delle stazioni orbitali e le possibilità di personalizzazione della propria navetta con la possibilità di costruirne una anche partendo da rottami recuperati o smontati nelle apposite stazioni di allestimento. Viene introdotta inoltre la possibilità che le flotte mercantili o impegnate in spedizioni richiedano l'aiuto del giocatore nella gestione dell'equipaggio, nell'affrontare strani fenomeni spaziali o rischiose esplorazioni oppure in caso di attacco, con relativo sistema di ricompense. Le meccaniche riguardanti commercio, reputazione presso le varie razze aliene e gilde vengono migliorate.

### World, Part One
Nel luglio 2024 è stata rilasciata la ventisettesima espansione, chiamata World, Part One che va ad arricchire i biomi dei pianeti migliorando la grafica di acqua, nuvole ed ombre, vengono anche introdotte le isole fluttuanti, set di corazze ispirate agli insetti, modifiche all'interfaccia e la possibilità di rinominare i sistemi, i pianeti, la flora, la fauna e i minerali in qualsiasi momento.

### Acquarius
Nel settembre 2024 è stata rilasciata la ventottesima espansione, chiamata Acquarius che aggiunge la meccanica della pesca, inclusa la creazione dell'esca, la successiva preparazione utilizzando il pesce e una piattaforma di pesca in acqua.

### The Cursed
Nel ottobre 2024 è stata rilasciata la ventinovesima espansione, chiamata The Cursed a tema horror lovercraftiana.

## Accoglienza

### Accoglienza pre-uscita
Dave Lee di BBC News ha ritenuto che il gioco abbia letteralmente «rubato la scena» della conferenza all'E3 2014, tanto che durante l'evento il titolo ha vinto il premio di «miglior gioco originale» e «miglior gioco indipendente» decisi da una giuria di critici del settore, oltre a ricevere il riconoscimento di «elogio speciale per l'innovazione».

### Accoglienza post-uscita
Secondo l'utenza di Metacritic, No Man's Sky è stato accolto da una serie di critiche negative dopo la pubblicazione in quanto non rispecchiante i trailer e le caratteristiche mostrate al pubblico prima della data di uscita. Il gioco è diventato un caso mediatico praticamente senza precedenti: oltre alle votazioni pessime su Metacritic, ha subito un calo drastico di giocatori e di compratori su pc (ben il 90% in due settimane) ed è partita un'indagine da parte dell'Advertising Standards Authority riguardo a un possibile reato di pubblicità ingannevole, compiuto da Hello Games e Steam.. Tale indagine non ha successivamente evidenziato violazioni. Tanto è l'odio che si è catapultato contro il gioco, che il 5 ottobre 2016 il post subreddit di No Man's Sky è stato chiuso perché troppo ricco di critiche violente e insulti. Tutto questo odio è stato scatenato in particolar modo dalle presunte menzogne di Sean Murray, fondatore di Hello Games, che avrebbe promesso ai giocatori features quali multiplayer, NPC ed altri elementi di gameplay presentandole, al giorno dell'uscita del gioco, mutilate o addirittura completamente assenti.
Negli anni successivi Hello Games ha distribuito varie espansioni gratuite tramite l'aggiornamento del gioco, per cercare di riavvicinare l'utenza al gioco, reinserendo parte degli elementi promessi nei trailer oltre ad altri creati ex novo.
Tutte le espansioni portarono nuovi giocatori al gioco espandendolo notevolmente sia dal lato grafico che dal numero di contenuti che offre tanto che il 11 Dicembre 2020 vince il premio "Best Ongoing Game" ai The Game Awards 2020

### Riconoscimenti
| Data             | Premio                 | Categoria             | Risultato | Fonte  |
| ---------------- | ---------------------- | --------------------- | --------- | ------ |
| 3 dicembre 2015  | The Game Awards 2015   | Most Anticipated Game | Vincitore | [ 55 ] |
| 11 dicembre 2020 | The Game Awards 2020   | Best Ongoing Game     | Vincitore | [ 54 ] |
| 10 novembre 2023 | Golden Joystick Awards | Still Playing Award   | Vincitore | [ 56 ] |